# Danton Eeprom
 (octobre 2008).
Si vous disposez d'ouvrages ou d'articles de référence ou si vous connaissez des sites web de qualité traitant du thème abordé ici, merci de compléter l'article en donnant les références utiles à sa vérifiabilité et en les liant à la section « Notes et références ».
Danton Eeprom est le nom de scène de Julien Brambilla, né à Marseille en 1980, musicien français au background rock et aux sonorités electro EBM euroclash, teintée de new wave, de hip-hop old-school et de nombreuses influences telles que le cabaret allemand.
Il a commencé par sortir son premier EP Retronica de rêve à Berlin avec le label Electrobot Records (avec lequel avait débuté David Carretta). Il s'est fait remarquer par Ellen Allien, Chloé, et Alexander Robotnick avec lequel il a joué son live au Rio et au Maria à Berlin, à Londres, à The Arches (Glasgow). Il est revenu en France et a signé avec le label marseillais de DJ Paul, Virgo Music, un nouvel EP : Prohibition. Il a également figuré sur des compilations, dont l'une du label Soma mixée par Ewan Pearson. Puis il a signé deux autres EP avec le label belge Electkoluv et le label londonien Tsuba records de Kevin Griffiths.
Il publie en 2009 son premier album Yes is More.
Danton Eeprom, l’élégance faite techno, article de Erwan Perron.
En février 2014, second album de Danton Eeprom, If Looks Could Kill,.

## Discographie
- 2014 : If Looks Could Kill  ( InFiné )
- 2009 : Yes Is More

EP / 12' :
- 2007
  - These Eyes / Stricly Erotics - Fondation Records / N.E.W.S. nv
  - Wings Of Death - Infiné / Discograph
  - All I Can Say - Freak n'Chic
  - Confessions Of An English Opium Eater - Infiné/ Discograph
- 2006
  - Ableton and Screaming EP 12' / Mp3 - Tsuba Records London / Intergroove
  - Disko Trash EP - Lektroluv / N.E.W.S.
  - Les Amants Robotiques EP - Hot Banana / Cyber / Neuton
- 2005
  - Prohibition EP - Virgo Music / Discograph
  - Retronica de Reve EP - Electrobot Records Berlin / N.E.W.S.

Figure sur :
- V/A Sci.Fi.Hi.Fi Vol. 1 - Mixé par Ewan Pearson - Soma - 2005
- V/A Dirty Dancing - Histoire D'Amour - Mixé par Cozzy Mozzy
- V/A Agoria - At The Controls - Resist Music - 2007